# 伊十三型潜水艦
伊十三型潜水艦（いじゅうさんがたせんすいかん）は、大日本帝国海軍の潜水艦の艦級。特殊攻撃機「晴嵐」2機を搭載する「潜水空母」である。巡潜甲型改2（じゅんせんこうがたかいに）とも言われる。

## 概要
伊四百型潜水艦の計画縮小に伴い巡潜甲型（旗艦）潜水艦として建造していた伊九型とほぼ同型の甲型（旗艦潜水艦）を、伊400型の一部代替として途中から改装された。すなわち飛行機格納庫、射出機、クレーンなどが攻撃機「晴嵐」搭載可能なように装備された。この重量増加のためバルジが追加され、甲型仕様とくらべて速度でやや劣り航続力はかなり増した。伊13型は特殊攻撃機「晴嵐」を2機搭載する仕様である。
伊号第十三潜水艦と伊号第十四潜水艦、伊号第十五潜水艦（2代）、伊号第一潜水艦（2代）の4隻が着工されたが、伊一潜と伊十五潜は未成であった。1944年から配備開始。伊号第十三潜水艦は消息不明となったが、伊号第十四潜水艦は終戦まで残存した。建造は全て川崎重工（神戸）。

## 同型艦
- 伊号第十三潜水艦

マル追計画仮称「第621号艦」。1944年（昭和19年）12月16日川崎重工業神戸造船所にて竣工。1945年（昭和20年）7月16日戦没（米側記録）。8月1日喪失認定。
- 伊号第十四潜水艦

改⑤計画仮称「第5091号艦」。1945年（昭和20年）3月14日川崎重工業神戸造船所にて竣工。戦後米軍が接収。
- 伊号第十五潜水艦（2代）

改⑤計画仮称「第5092号艦」。1943年（昭和18年）4月30日川崎重工業神戸造船所にて起工、翌年4月12日進水したが終戦時未成。
- 伊号第一潜水艦（2代）

改⑤計画仮称「第5093号艦」。1943年（昭和18年）6月24日川崎重工業神戸造船所にて起工、翌年6月10日進水したが終戦時未成。1945年（昭和20年）9月18日台風により沈没。

## 戦歴
伊四百型潜水艦の艦載機晴嵐が、昭和東南海地震と本土空襲で完成が遅れ、ウルシー泊地の在泊艦船への米機動部隊への攻撃が、1945（昭和20）年6月12日頃決定された。作戦参加艦は第一潜水隊に編入された。部隊は伊号第四百潜水艦と伊号第四百一潜水艦が攻撃部隊となり、伊号第十三潜水艦・伊号第十四潜水艦は先行して偵察用の艦上偵察機彩雲をトラック島に輸送することとされた。これが両艦の参加した唯一の作戦（光作戦）であった。厳重な米軍の哨戒線で、7月16日に米護衛空母の艦載機と水上部隊によって伊十三潜は撃沈された。しかし、伊号第五十八潜水艦のインディアナポリス撃沈後一層厳重となった米軍の哨戒線を抜け、伊十四号潜は輸送に成功しトラックに入港。彩雲を陸揚し、作戦は成功した。しかし、終戦により第一潜水隊攻撃部隊の8月17日予定の攻撃は、ポツダム宣言受諾の休戦により、直前に電信で作戦中止。伊十四潜はトラックより日本への帰途1945年8月27日に米駆逐艦ムアライ（USS Murray,DD-576）(en)に拿捕された。